# Кара Синанли
Кара Синанли (на македонска литературна норма: Кара Синанли) е бивше село в централната част на Северна Македония.

## География
Селото е било разположено на река Сарияр в северозападното подножие на Конечката планина (Серта), северозападно от Яношево.

## История
В XIX век Кара Синанли е турско село в Щипска кааза на Османската империя. Според статистиката на Васил Кънчов („Македония. Етнография и статистика“) от 1900 година Кара Синанли има 35 жители, всички турци.
След Междусъюзническата война в 1913 година селото остава в Сърбия.
На етническата си карта от 1927 година Леонард Шулце Йена показва Кара Синанли (kara Sinanli) като турско село.